# Casa di Paquio Proculo

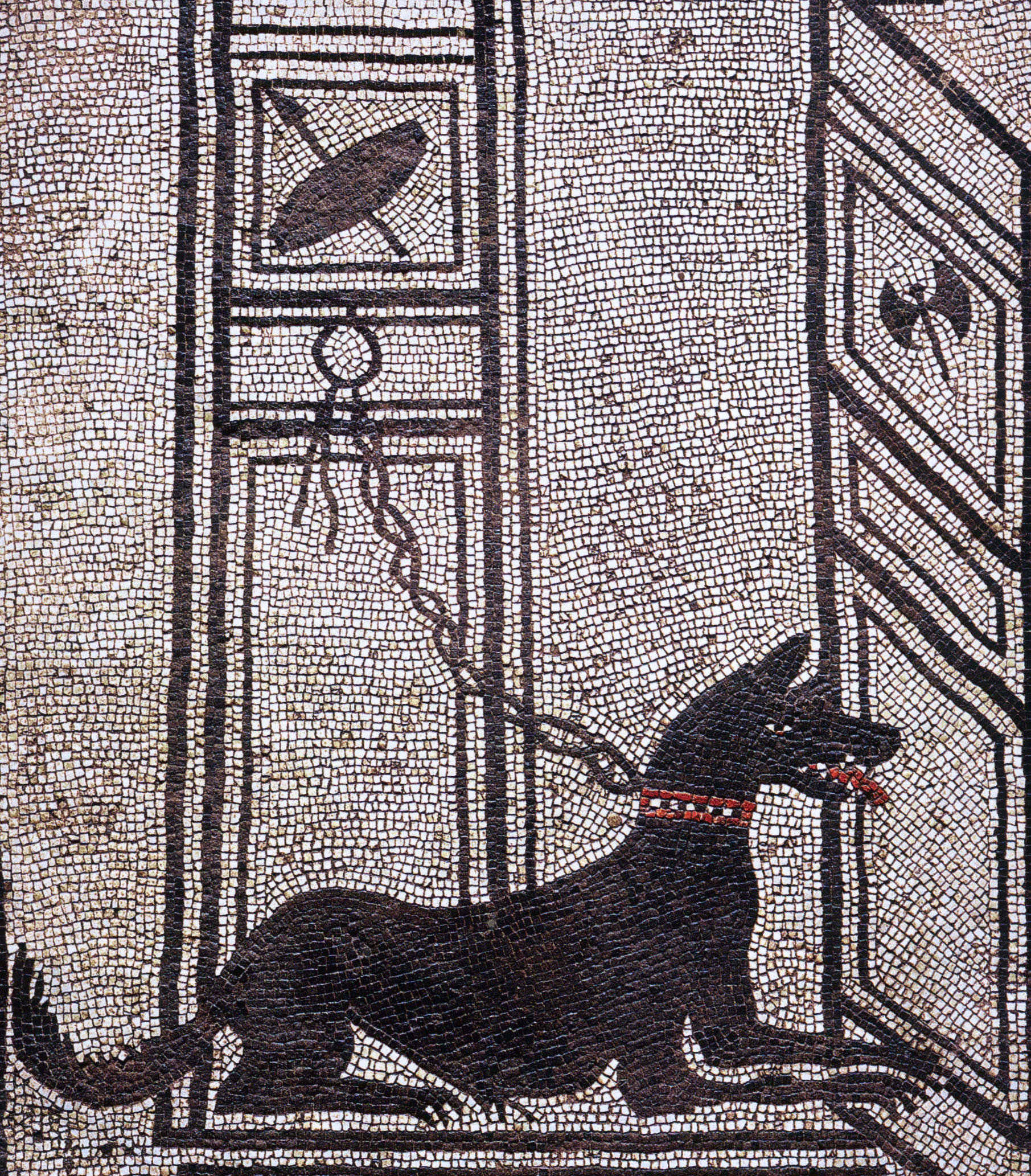
Mosaik am Eingang des Hauses

Die Casa di Paquio Proculo (Haus des Paquius Proculus, auch Haus des C. Cuspius Pansa) ist ein Wohnhaus in Pompeji (I 7, 1), das 1911 und dann von 1923 bis 1926 ausgegraben wurde. Es ist besonders reich mit Mosaiken ausgestattet.

## Beschreibung
Das einst zweistöckige und heute zum großen Teil modern überdachte Haus besitzt ein toskanisches Atrium, das vollkommen mit einem Mosaik ausgelegt ist. Das schwarzweiße (mit einigen Partien in Farben) Mosaik datiert um die Zeitenwende und war schon zur Zeit des Vulkanausbruches 79 n. Chr. beschädigt. Einige Teile fanden sich in einem Schrank verwahrt. Das Bodenmosaik zeigt ein Kassettenmuster mit diversen Motiven in den Kassetten. Das Mosaik reicht in die Fauces, wo sich das Bild eines Hundes, der den Eingang beschützt, befindet. Auf das Atrium folgt das Tablinum, das auch mit Mosaiken ausgelegt ist. Im Zentrum des Raumes befindet sich eine runde farbige Alabasterplatte. Die Wände sind bemalt und zeigen auf hellem Grund Kandelaber. Dahinter folgt wiederum ein großer Saal, der im 2. Stil ausgemalt ist und sich auf ein großes Peristyl öffnet. Dessen Wände sind im 3. Stil bemalt. Aus einem Raum hinter dem Peristyl stammt ein farbiges Mosaik, das den betrunkenen Silen zeigt und das sich heute im Archäologischen Nationalmuseum Neapel befindet. Lawrence Richardson Jr. schreibt einige Landschaftsbilder im Peristyl dem Boscotrecase-Maler zu.
Der einstige Besitzer des Hauses ist unsicher. Auf Wahlaufschriften an der Fassade werden dreimal Paquius Proculus und dreimal C. Cuspius Pansa genannt, weswegen das Haus auch als Haus des C. Cuspius Pansa bezeichnet wird. Im Haus selbst findet sich kein Name. Nur auf einer Amphore erscheinen die Buchstaben PPP. Es ist jedoch unsicher, ob sich diese Abkürzung auf den Hausinhaber oder einen Lieferanten bezieht.
Aus dem Haus stammt eine kunstvoll gestaltete Bronzelampe mit dem Kopf des Gottes Ammon als Henkel.

## Galerie

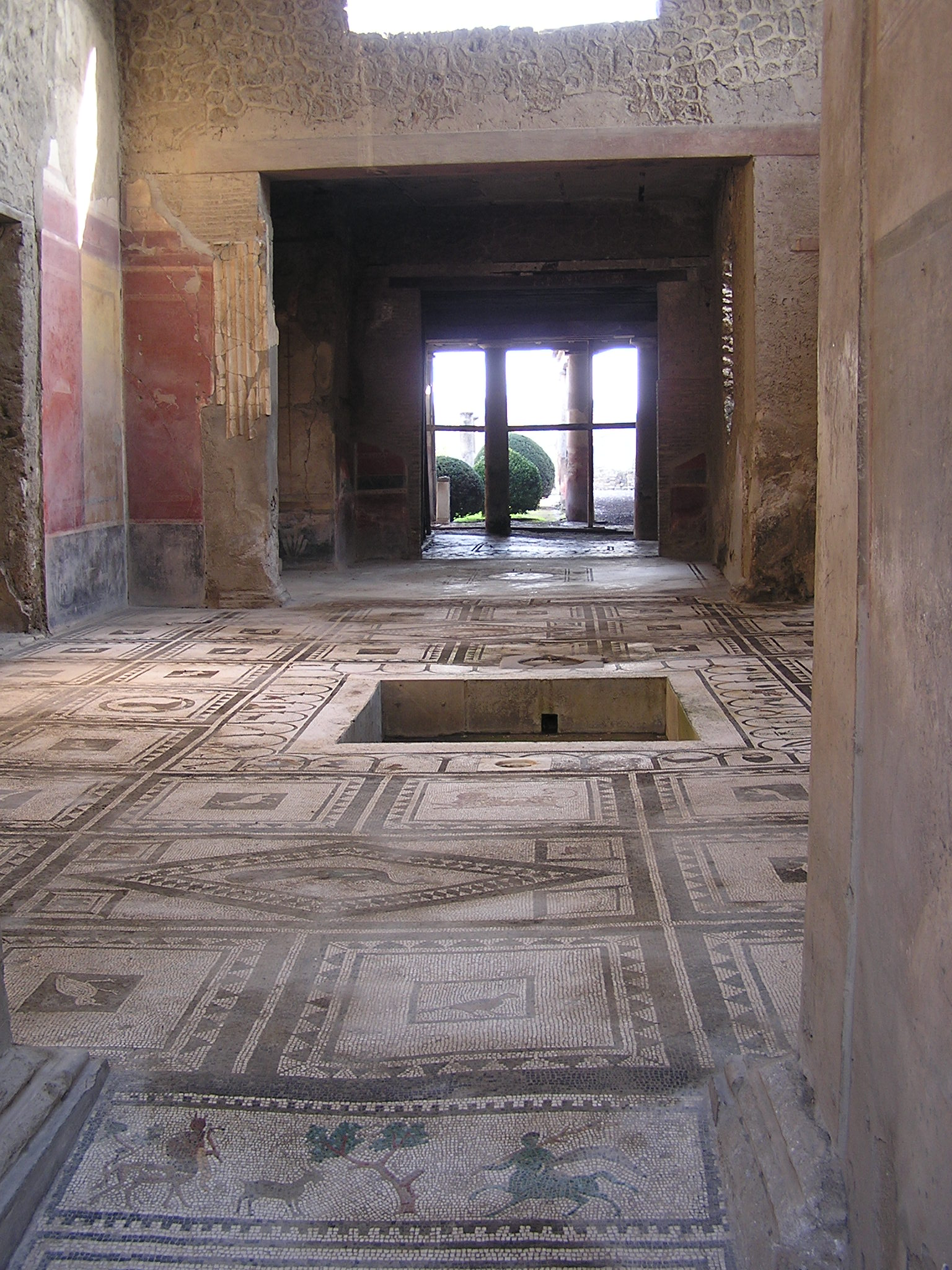
Blick in das Atrium
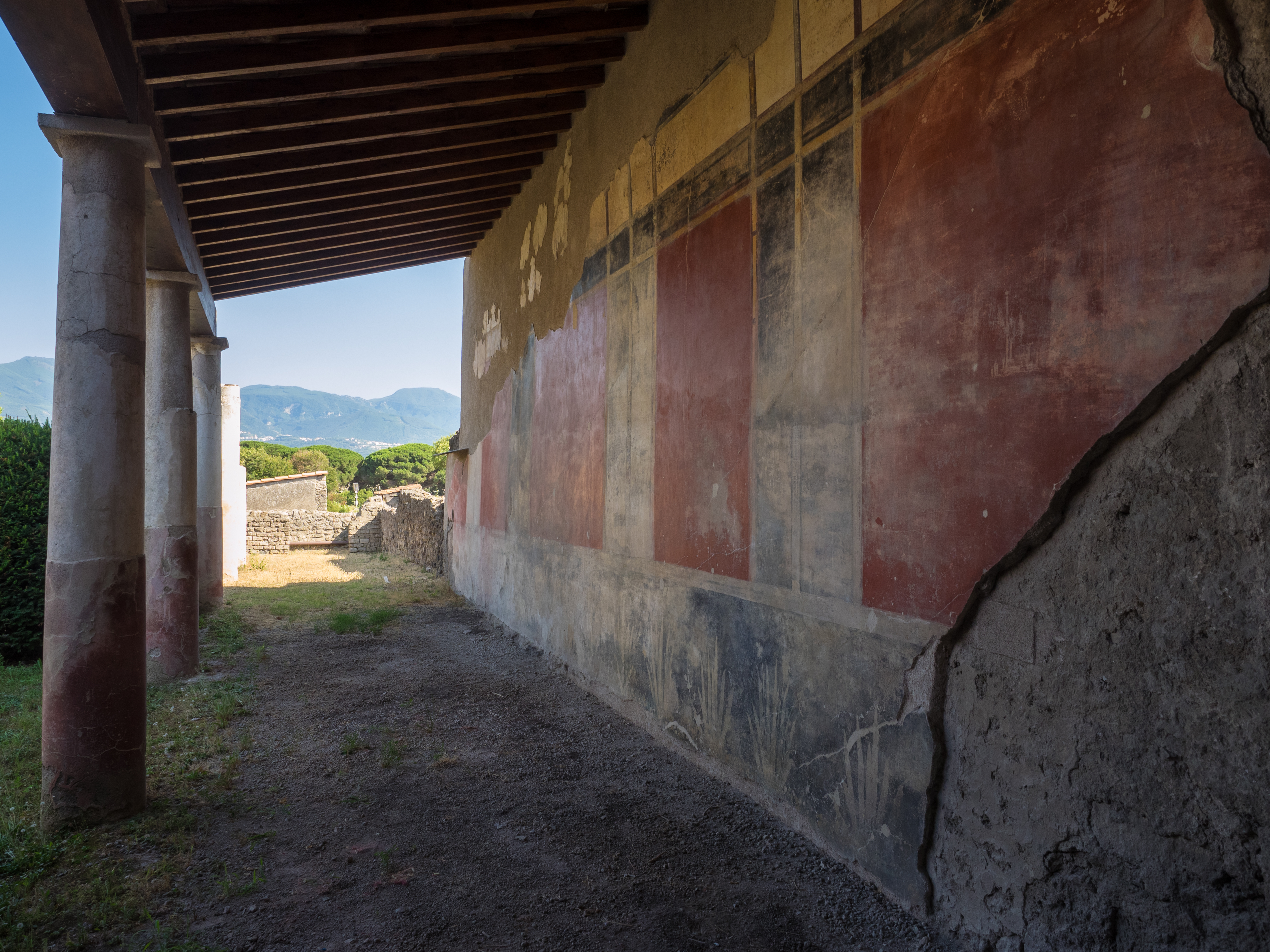
Peristyl
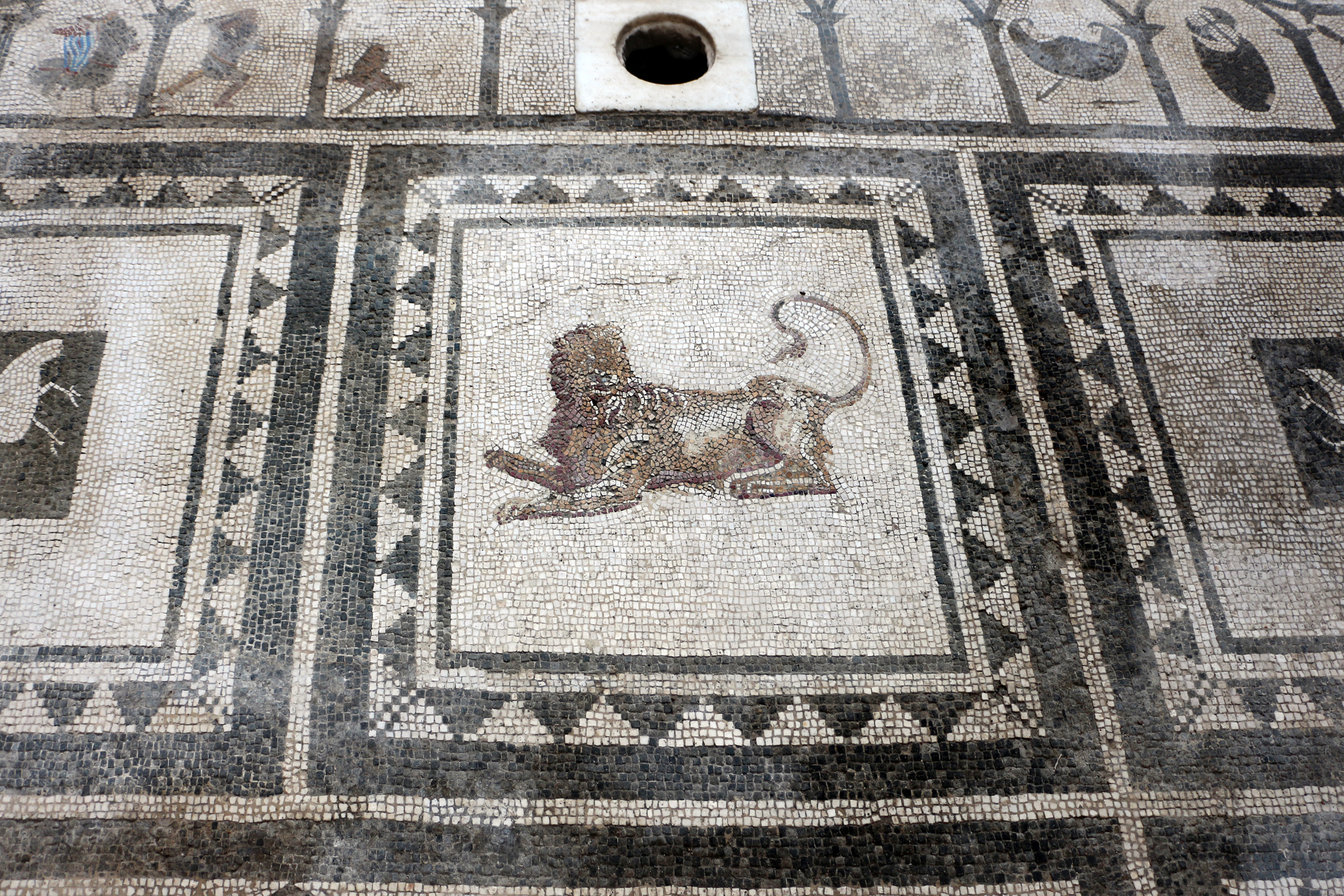
Mosaik (Detail)
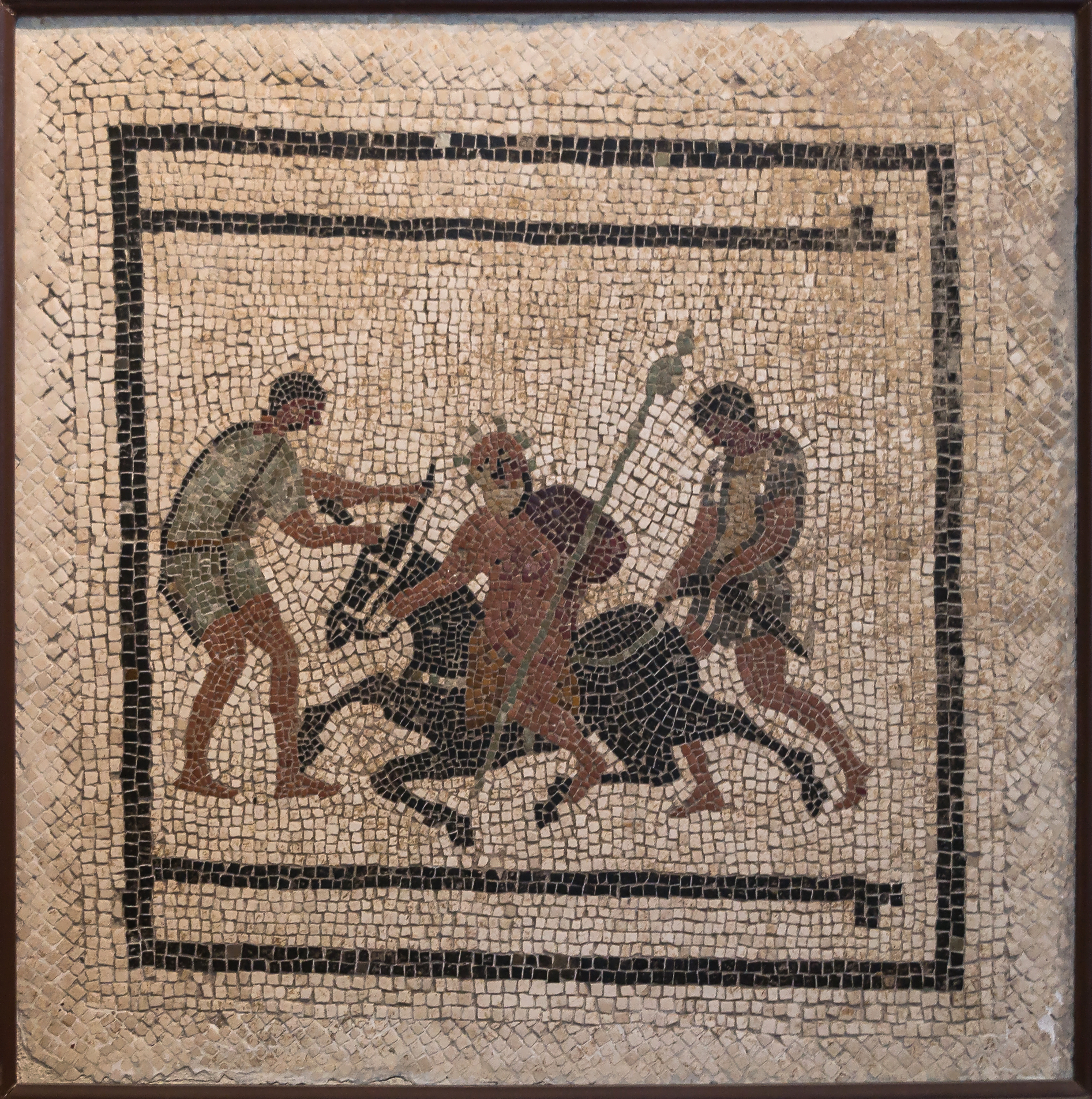
Mosaik mit betrunkenem Silen